# Europäisches Umweltzeichen
Das Europäische Umweltzeichen (kurz EU-Umweltzeichen, auch Euroblume, engl. EU Ecolabel) ist ein internationales Umweltgütesiegel zur Kennzeichnung von Verbraucherprodukten und Dienstleistungen. Rechtsgrundlage ist seit 2010 die Verordnung (EG) Nr. 66/2010 (EU-Umweltzeichenverordnung). Gekennzeichnet werden Waren und Dienstleistungen, die sich durch besondere Umweltverträglichkeit und vergleichsweise geringe Gesundheitsbelastung auszeichnen.
Die Auszeichnung wurde 1992 von der Europäischen Kommission eingeführt und wird heute eigenverantwortlich durch nationale Institute der teilnehmenden Länder vergeben. Es ist das einzige europaweit anerkannte Umweltzeichen nach ISO 14024 Typ 1. Um das Logo führen zu dürfen, müssen Hersteller die produktgruppenspezifische Umweltkriterien erfüllen. Die Kriterien werden im Rahmen eines offenen, transparenten und von mehreren Interessensgruppen getragenen Prozesses nach dem Lebenszyklusprinzip festgelegt.
Zu den Produkten, für die die meisten Lizenzen vergeben wurden, zählen Beherbergungsbetriebe, Reinigungsmittel und Hygieneprodukte.

## Entwicklung
Am 23. März 1992 führte die Europäische Wirtschaftsgemeinschaft (EWG) mit der Verordnung (EWG) Nr. 880/92 ein gemeinschaftliches Umweltkennzeichnungssystem ins Leben. Das damit eingeführte Umweltzeichen erhielt die Bezeichnung Euroblume. Die EWG wollte damit Verbraucher besser über die Umweltauswirkungen informieren, die Produkte über ihre gesamte Lebensdauer hinweg verursachen, und umweltfreundlichere Produkte fördern. Zunächst war das Umweltzeichen nur für bestimmte Waren gedacht; Lebensmittel, Getränke und Medikamente waren ausgenommen. Die ersten Produktgruppen, für die Umweltkriterien definiert wurden, waren 1993 Geschirrspüler und Waschmaschinen, gefolgt 1994 von Toilettenpapier und Küchenrollen. Bis 2000 waren für insgesamt zwölf Produktgruppen Kriterien definiert worden, nach denen die Euroblume vergeben werden konnte.
Mit der Verordnung (EG) Nr. 1980/2000  wurde das Umweltzeichen überarbeitet. Im Jahr 2003 kamen erste Dienstleistungen hinzu. Dies waren zuerst Beherbergungsbetriebe, später Campingplätze und Innenreinigungsdienste.
Nach Anlaufschwierigkeiten und kleineren Anpassungen wurde es 2010 mit der Verordnung (EG) Nr. 66/2010  reformiert und erhielt die Bezeichnung EU-Umweltzeichen bzw. EU Ecolabel. Gegenstand der Überarbeitung war auch die Harmonisierung mit ähnlichen Umweltzeichen im Europäischen Wirtschaftsraum. Außerdem sollte es einfacher werden, neue Kategorien zu entwickeln und das Umweltzeichen zu beantragen.
Im Juni 2017 legte die EU-Kommission einen Bericht über die Durchführung der Regelung vor. Sie stellte fest, dass das Umweltzeichen bis dahin nur wenig zur Reduzierung von Umweltauswirkungen beigetragen hatte. Es werde kaum in Anspruch genommen. Die Kommission führte das darauf zurück, dass Hersteller, Verbraucher und Behörden nicht ausreichend sensibilisiert seien und die Zertifizierung daher nicht ausreichend belohnt werde. Außerdem seien die Anforderungen möglicherweise zu schwer zu erfüllen. Dennoch hielten in einer Befragung fast 80 % der Interessenträger das Umweltzeichen für wertvoll, 95 % wollten es beibehalten.
Im Jahr 2022 gab es Kriterien für 24 Produktgruppen, an die 90.000 Produkte waren gekennzeichnet.

## Rechtsgrundlage
Gegenwärtige (2024) Rechtsgrundlage des EU-Umweltzeichens ist die Verordnung (EG) Nr. 66/2010 (EU-Umweltzeichenverordnung). Sie ersetzte die bis 2010 gültige Verordnung (EG) Nr. 1980/2000. Deren Vorläufer war Verordnung (EWG) Nr. 880/92. Die Verordnung gilt in der Europäischen Union und in den übrigen Staaten des Europäischen Wirtschaftsraums.
Die EU-Kommission ergänzt die Verordnung mit EU-Beschlüssen, mittels derer sie vorgeschlagene Kriterien und weitere Einzelheiten der Zeichenvergabe und -nutzung für bestimmte Produktgruppen verabschiedet. Sie kann die Anhänge der Verordnung ändern, in denen Gebühren, einen Mustervertrag, Muster der EU-Umweltzeichen, die Vorgehensweise zur Erarbeitung von Umweltkriterien und Anforderungen an zuständige Stellen enthalten sind.

## Kriterien zur Auszeichnung
Je Produktgruppe – also Erzeugnissen, die ähnlichen Zwecken dienen, funktionell und in der Wahrnehmung der Verbraucher ähnlich sind – werden Umweltkriterien definiert. Produktgruppen sind dabei entweder Gruppen von Waren, beispielsweise Möbel, Lichtquellen oder Textilien, oder von Dienstleistungsangeboten, beispielsweise Beherbergungsbetriebe, Innenreinigung oder Campingplätze. Die Kriterien basieren auf wissenschaftlichen Standards und sollen den gesamten  Produktlebenszyklus berücksichtigen – einschließlich der umweltverträglichen Herstellung und Entsorgung. Der Fokus liegt dabei unter anderem auf den wichtigsten Umweltauswirkungen, insbesondere auf Ressourcenverbrauch, Emissionen und Auswirkungen auf den Klimawandel. Weitere Kriterien können unter anderem sein: die Substitution gefährlicher Stoffe durch die Verwendung alternativer Materialien, Langlebigkeit und Wiederverwendbarkeit der Produkte, die Reduzierung von Tierversuchen, Gesundheits- und Sicherheitsaspekte sowie ethische und soziale Faktoren. Die Kriterien werden regelmäßig überarbeitet, um sie an technische Neuerungen und veränderte Umweltstandards anzupassen.
Die Kommission hat einen Ausschuss eingesetzt, den Ausschuss für das Umweltzeichen der Europäischen Union, AUEU.  Der AUEU wirkt an der Erarbeitung von Umweltkriterien mit und berät die EU-Kommission. Das Gremium setzt sich zum einen aus den nationalen Vergabestellen der Teilnehmerländer, zum anderen aus Interessensvertretern der Industrie, Gewerkschaften, Umweltschutzorganisationen und Verbraucherschutzverbänden zusammen.
Verschiedene Parteien – die EU-Kommission, Mitgliedstaaten, zuständige Stellen oder andere, fachkundige und neutrale Gruppen – können die Erarbeitung oder Überarbeitung von Umweltkriterien für Produktgruppen initiieren und leiten. Zunächst müssen sie dazu den AUEU konsultieren. Dann ist ein Entwurf mit den vorgeschlagenen Kriterien zu erarbeiten und in mehreren Berichten zu begründen und erläutern. Außerdem ist ein Leitfaden für Zeichennehmer und zuständige Stellen zu erstellen. Die Dokumente werden der EU-Kommission und dem AUEU übermittelt. Die Kommission beschließt nach Konsultation des AUEU Maßnahmen zur Einführung der Umweltkriterien und veröffentlicht sie im Amtsblatt der EU.

## Zeichenvergabe und -verwendung
Dem EU-Umweltzeichen liegt ein freiwilliges Kennzeichnungssystem zugrunde: Hersteller, Importeure bzw. Anbieter können das Umweltzeichen bei einer neutralen sogenannten zuständigen Stelle beantragen. Jeder Mitgliedstaat richtet solche zuständige Stellen ein. Die zuständigen Stellen prüfen, ob die Produkte den für sie gültigen Umweltkriterien entsprechen (Konformitätsbewertung). Ist dies der Fall, dann erlaubt die zuständige Stelle dem Antragsteller (Zeichennehmer) die Produkte für eine gewisse Zeit und solange sich die umweltrelevanten Produkteigenschaften nicht ändern mit dem EU-Umweltzeichen zu kennzeichnen.
Für die Beantragung des Umweltzeichens muss der Antragsteller eine nach der Größe des Unternehmens gestaffelte Gebührt bezahlen, die, Stand 2024, zwischen 200 Euro und 1200 Euro beträgt. Die zuständige Stelle kann außerdem eine jährliche Gebühr von bis zu 1500 Euro verlangen.
Die Zeichennehmer muss neben dem eigentlichen EU-Umweltzeichen auch eine Lizenznummer angeben, die der Rückverfolgbarkeit dient:
| EU-Umweltzeichen: XXXX/YYY/ZZZZZ |

Dabei steht XXXX für das EU-Land, in dem das Produkt registriert ist, YYY für die Produktgruppe und ZZZZZ ist der von der zuständigen Stelle vergebene Antragscode. Alle Produkte, für die eine Lizenz vergeben worden ist, sind in einem Produktkatalog verzeichnet.
Neben dem Logo können eingeschlossen in den Text „Besser für die Umwelt … besser für Sie“ in drei Aufzählungspunkten besondere Umweltleistungen des Produkts hervorgehoben werden. Die drei Aufzählungspunkte werden von der EU-Kommission für jede Produktgruppe beschlossen.
Zuständige Stellen müssen regelmäßig oder nach Eingang einer Beschwerde stichprobenartig prüfen, ob die Produkte, denen sie das EU-Umweltzeichen zuerkannt hat, die Umweltkriterien noch erfüllen.

## Deutschland
Für die Prüfung und Vergabe des EU-Umweltzeichens innerhalb Deutschlands sind als zuständige Stellen das Deutsche Institut für Gütersicherung und Kennzeichnung (RAL) und das Umweltbundesamt verantwortlich. Produkte und Dienstleistungen werden auf Antrag überprüft und erhalten das Umweltzeichen nach positivem Prüfungsverlauf, Zustimmung der Europäischen Kommission und Abschluss eines Lizenzvertrags.
Bei der Prüfung eines Leuchtmittels für den deutschen Markt wird der energetische Wirkungsgrad erhoben, also das Verhältnis von Leuchtstärke und Leistungsaufnahme. Geprüft werden außerdem Quecksilbergehalt, Verpackung, Gebrauchstauglichkeit, Brenndauer und umweltverträgliche Entsorgung.
Für Waschmittel wird in Deutschland zurzeit das Europäische Umweltzeichen anstatt des Blauen Engels vergeben. Ein Waschmittel, das jenes Symbol trägt, musste – neben seiner Umweltverträglichkeit – seine Waschkraft in strengen Tests nachweisen. Die Kriterien dafür wurden vom deutschen Umweltbundesamt entwickelt.

## Anwendung außerhalb des Europäischen Wirtschaftsraums
Für die Zertifizierung ist es nicht zwingend erforderlich, dass das betreffende Produkt oder die betreffende Dienstleistung in einem EU-Mitgliedsstaat bzw. einem Staat des Europäischen Wirtschaftsraums (EWR) hergestellt wird. Notwendig ist vielmehr, dass Produkt bzw. Dienstleistung im EWR vermarktet werden. Somit können zum Beispiel auch Beherbergungsbetriebe aus Drittstaaten mit dem Umweltzeichen zertifiziert werden, soweit sie ihr Angebot innerhalb des EWR vermarkten.